# Warhammer Age of Sigmar
Warhammer Age of Sigmar (auch Age of Sigmar oder kurz WHAoS oder AoS) ist ein Tabletop-Spiel des Spieleherstellers Games Workshop. Es ersetzte 2015 das Vorgängerspiel Warhammer Fantasy, nach dessen Einstellung durch Games Workshop.

## Hintergrund, Entwicklung, Kritik und Durchbruch
Trotz großer Spielerbasis waren die Verkaufszahlen von Warhammer Fantasy vergleichsweise schwach, vor allem im Vergleich zum erfolgreichen Sci-Fi-Spin-off Warhammer 40.000. Zusätzlich wurden die Spielregeln als zu komplex und wenig einsteigerfreundlich kritisiert. Aus diesen Gründen entschied sich Games Workshop dazu, Warhammer Fantasy nicht mehr fortzusetzen und entwickelte stattdessen Age of Sigmar als Nachfolgespiel. Dieses erschien 2015 in erster Auflage mit dem Starter-set „Stormcast Eternals vs Khorne Bloodbound“. Im Juni 2018 erschien die zweite Auflage des Spieles, welche das „Stormcast Eternals vs Nighthaunt“-Starter-Set beinhaltete.
Trotz kommerziellen Erfolges des neuen Spielsystems, erkenntlich durch steigenden Umsatz, gab es für die Entscheidung zur Einstellung von Warhammer Fantasy von der Spielerbasis viel Kritik an Games Workshop. Viele waren nicht überzeugt von dem vereinfachten Regelwerk. Des Weiteren wurde auch die Umbenennung vieler Einheiten und Völker kritisiert (z. B. die Umbenennung der Elfen zu Aelfs) und unterstellt, Games Workshop wolle sich hiermit lediglich die Namensrechte sichern. Auch die Modelle der „Stormcast Eternals“ wurden aufgrund ähnlichen Aussehens zunächst als Kopie der Space Marines aus Warhammer 40.000 bezeichnet und mit dem Spitznamen „Sigmarines“ (Wortneuschöpfung aus Sigmar und Space Marines) versehen. So haben, parallel zu Age of Sigmar, nach der Einstellung von Warhammer Fantasy, viele Tapletop-Spieler eigene, von Spielern erschaffene Spinoffs und Regelwerke zu Warhammer Fantasy entwickelt. Age of Sigmar wird allerdings auch bei vielen Spielern aufgrund der flexibleren Regeln, unkompliziertem Spielerlebnis und schönen Modellen positiv wahrgenommen. Ein wesentlicher Kritikpunkt an Games Workshop bezog sich auch weniger auf das Spiel Age of Sigmar an sich, sondern auf die rigorose Einstellung von Warhammer Fantasy. Games Workshop wurde seit Jahren „Firmenpolitik und Geschäft, statt Hobbyfaszination“ vorgeworfen. Obwohl ein wirtschaftliches Unternehmen, verärgerten die ständigen Preiserhöhungen und Produktentscheidungen viele Spieler. Age of Sigmar wird daher mitunter als Versuch gesehen, das „lahmende“ Warhammer Fantasy zu ersetzen und neue Spielerschaften zu erschließen. Neulingen erschien Warhammer Fantasy als zu einsteigerunfreundlich, langjährige Spieler, die schon im Besitz vieler Miniaturen waren, waren als Käufer nicht mehr lukrativ genug. Diese bemängelten auch, dass Warhammer Fantasy, mit seiner über Jahrzehnte aufgebauten Hintergrundgeschichte (vulgo „Lore“) komplett verworfen wurde, die sich immerhin auch in unzähligen Romanen, Comics und Computerspielen widerspiegelte.
Spätestens seit dem Jahr 2019 konnte sich Age of Sigmar erfolgreich in der Tabletop-Szene etablieren und erfreut sich einer immer größeren Beliebtheit. Für Spieler von Warhammer Fantasy sind von der Community selbst Alternativen zum Ursprungsspiel erschaffen worden, wie zum Beispiel The 9th Age.

## Das Age-of-Sigmar-Universum
Nach den durch die Streitmächte des Chaos hervorgerufenen End Times, einem Ereignis, das zur vollständigen Zerstörung der Warhammer-Welt und dem Tod der meisten Völker führte, schwebte der legendäre Held Sigmar ziellos durch den Weltraum, sich an den metallischen Kern der alten Welt klammernd. Nach langer Zeit wurde er von dem großen Himmelsdrachen Dracothion entdeckt und gerettet. Dracothion führte Sigmar zu den „Reichen der Sterblichen“, acht Existenzebenen, die durch Portale verbunden sind, Reichstore genannt. Diese acht Reiche dienen als neue Welt für Age of Sigmar. Sigmar erhielt von Dracothion die Herrschaft über eines dieser Reiche und Seelen wurden in diese Bereiche gezogen, darunter Überlebende aus der vorherigen Welt und Neuankömmlinge. Sigmar schmiedete Allianzen mit diesen Völkern und ihren jeweiligen Göttern, als die Zivilisation wieder hergestellt wurde. Dieses Wachstum war jedoch von kurzer Dauer, als die Kräfte des Chaos erneut zuschlugen. Unter der Führung von Archaon beherrschte das Chaos bald sieben der acht Königreiche der Sterblichen und verschonte nur Sigmars Königreich Azyr. Die Zivilisationen und Allianzen, die Sigmar anstrebte, wurden letztlich durch die Invasion des Chaos zerstört. Verärgert schuf Sigmar die mächtigen Stormcast Eternals und führt diese in den Kampf gegen das Chaos.

## Regeln

### Allgemeine Grundsätze
Age of Sigmar wird zumeist von zwei Spielern gespielt, wobei auch Mannschaften gebildet werden oder mehrere Spieler gleichzeitig gegeneinander antreten können. Es betont den erzählerischen Aspekt der Wargaming-Erfahrung und ermutigt das Spielen von handlungsgetriebenen Szenarien, die Wiederholung von Schlachten aus der Geschichte und von Spielern erschaffenen Geschichten. Ziel ist es, durch militärisch-taktisches Geschick, verbunden mit etwas Würfelglück, die Armee seines Gegners zu besiegen oder die vorgegebenen Ziele möglichst strategisch zu erfüllen.
Der Regelsatz wurde entwickelt, um das Spiel leicht zu erlernen, aber schwer zu meistern. Grundlegende Spielregeln sind auf lediglich acht Seiten zusammengefasst und sind einfach und schnell zu begreifen, aber fortgeschrittene Mechaniken finden sich in einheitenspezifischen Pamphleten mit dem Namen Warscrolls, die mehr Regeln und Statistiken der einzelnen Einheiten enthalten. Die Kunst des Spiels besteht darin, zu verstehen, wie Ihre Einheiten zusammenarbeiten und Synergien nutzen, um sie als eine zusammenhängende, effektive Armee zu nutzen. Wie auch bei anderen Tabletop-Spielen, verwendet Age of Sigmar in Handarbeit bemalte Miniaturen und Würfel, um das Geschehen zu simulieren.
Die Regeln und Warscrolls sind kostenlos verfügbar und können von der Website des Spieleherstellers heruntergeladen oder in der Age of Sigmar-App betrachtet werden.

### Spielmodi
Age of Sigmar betont drei Spielstile: Kompetitiv (Matched Play), unstrukturiert (Open Play) und narrativ (Narrative Play). Diese werden im „Handbuch des Generals“ beschrieben. Im Matched Play wird jeder Einheit ein Punktewert entsprechend seiner Kampfstärke zugewiesen. Die Spieler einigen sich auf eine Gesamtpunktzahl für ihr Spiel und erstellen dementsprechend gleichwertige Armeen, analog zu den Armeelisten in Warhammer Fantasy. In diesem Spielmodus gibt es Regeln für die Armeezusammensetzung, die sich je nach der gespielten Punktebene ändern, und die Basisregeln werden derart modifiziert, dass sie ein ausgeglichenes Spiel ermöglichen. Das „Open Play“ ist die ursprüngliche Spielweise von Age of Sigmar. Jeder Spieler setzt so viele Einheiten, wie er möchte. Hierdurch kann es vorkommen, dass ein Spieler eine größere Armee stellt als der andere, was durch spezielle Regeln etwas ausgeglichen wird. Um dies zu bestimmen, werden keine Punkte verwendet, sondern hauptsächlich die Anzahl der Modelle. Im „Narrative Play“ werden sowohl die Armeen, als auch die Szenarien und Kampfziele grob vorgegeben, um Schlachten aus der Geschichte nachzuspielen.

## Spielbare Fraktionen
Es gibt bei Age of Sigmar eine Vielzahl an spielbaren Faktionen. Sie können in vier Hauptkategorien eingeteilt werden: Grand Alliance Order (deutsch: Ordnung), Grand Alliance Chaos, Grand Alliance Death (deutsch: Tod) und Grand Alliance Destruction (deutsch: Zerstörung). „Order“ repräsentiert die Kräfte des „Guten“. Ihr Hauptziel ist die Vernichtung des Chaos. Angetrieben von den grundlegenden Bedürfnissen und Handlungen der Sterblichen, versucht das Chaos, die sterblichen Reiche zu beherrschen. Seine Anhänger dienen den vier Chaosgöttern Khorne, Tzeentch, Nurgle und Slaanesh. Im Gegensatz zum Chaos und mehr oder weniger verbündet mit der Ordnung gegen das Chaos, will „Tod“ alle Bereiche für sich selbst beherrschen, angetrieben von dem selbsternannten Gott des Todes, Nagash. Unberechenbar und opportunistisch kämpfen „Zerstörung“ um ihre eigenen Interessen oder um des Konfliktes willen.
Weil Age of Sigmar in einer Fantasiewelt spielt, bestehen die Fraktionen nicht nur aus Menschen, sondern auch aus anderen Völkern, wie zum Beispiel Zwergen, Elfen oder Dämonen. Beim Erstellen einer Armee kann man entweder nur eine Fraktion wählen, oder aber Modelle aus verschiedenen Fraktionen zu einer großen Armee kombinieren. Bedingung hierfür ist, dass diese nicht verfeindet sind. Aufgrund des anfänglichen Mangels an neuen Miniaturen, wurden zahlreiche Modelle aus der achten Edition von Warhammer Fantasy übernommen.
| Grand Alliance | Volk                                | Fraktion                                                                | Beschreibung |
| -------------- | ----------------------------------- | ----------------------------------------------------------------------- | --- |
| Order          | Celestial                           | Stormcast Eternals                                                      | Halbgott-artige Krieger, die mit einem Teil von Sigmars göttlicher Macht durchtränkt sind und eine magische Rüstung aus Sigmarit tragen. Dies ist eine komplett neue Faktion für das Spiel. Sie wurden von Sigmar mit Hilfe von Grungni geschaffen, um die ultimative Waffe gegen die Kräfte des Chaos zu sein. Sie sind heldenhafte Mitglieder der sterblichen Völker, die Sigmar aus verschiedenen Gründen vor ihrem Tod aus den Reichen ausgesucht und zu ungeheuer mächtigen Kriegern gemacht hat. Sie sind Unsterbliche in dem Sinne, dass sie nach dem Tod in Energie verwandelt werden, die wiederverwendet werden kann, um sich neu zu erschaffen. Bestimmte Stormcast Eternals reiten auch auf Bestien namens Dracoths. Sie bilden die Stormcast Extremis. |
| Order          | Celestial                           | Seraphon                                                                | Ehemals das Volk der Echsenmenschen, werden die Seraphon in Age of Sigmar durch die Gedankenkraft ihrer Anführer, der Slans, erschaffen. Slans haben eine so enorme Geistesstärke, dass sie sich lediglich an die Armeen von früher zu erinnern brauchen um diese in die Existenz zu rufen. Aus diesem Grund werden die Seraphon auch als Dämonen beschrieben die für die Ordnung kämpfen. In der Entstehungsgeschichte der Warhammer-Welt wurden die Echsenmenschen als erste von den Schöpfern, den sogenannten Alten, als deren Diener und Wächter erschaffen. |
| Order          | Sylvaneth                           | Sylvaneth                                                               | Waldgeister, lebende Bäume die die Natur verehren. |
| Order          | Duardin (Zwerge)                    | Fyreslayers                                                             | Zwergensöldner, die Grimnir verehren. Sie kämpfen für Ur-Gold, ein magisches Element, von dem sie glauben, es sei der Rest ihres Gottes. |
| Order          | Duardin (Zwerge)                    | Dispossessed                                                            | Die letzten überlebenden Zwerge der alten Welt, die immer noch Groll gegen ihre Feinde haben und Grungni verehren. |
| Order          | Duardin (Zwerge)                    | Kharadron Overlords                                                     | Eine komplett neue Zwergenfaktion, die im Frühjahr 2017 veröffentlicht wurde und aus nautischen Eisenpanzern und Kriegern mit gepanzerten Taucheranzügen besteht. Vor langer Zeit von den anderen Zwergen getrennt, leben die Kharadron Overlords in Himmelsstädten mit einer ganz anderen Kultur als ihre Brüder. Sie schwingen statt Äxte messerähnliche Schwerter und sind mit Schusswaffen bewaffnet, die von Äther-Gold, einem gasförmigen Metall am Himmel, angetrieben werden. |
| Order          | Duardin (Zwerge)                    | Ironweld Arsenal                                                        | Kombinierte Artillerie der Zwerge und Menschen. Alles von Kanonen über Dampfpanzer bis hin zu Orgelkanonen. |
| Order          | Menschen                            | Ironweld Arsenal                                                        | Kombinierte Artillerie der Zwerge und Menschen. Alles von Kanonen über Dampfpanzer bis hin zu Orgelkanonen. |
| Order          | Devoted of Sigmar                   | Die letzten Überreste des Imperiums der alten Welt.                     | |
| Order          | Collegiate Arcane                   | Menschliche Zauberer und Magier.                                        | |
| Order          | Free Peoples                        | Der Rest der sterblichen Menschheit, von Rittern bis hin zu Volksmiliz. | |
| Order          | Aelfs (Elfen)                       | Highborn                                                                | Ehemals die Hochelfen. |
| Order          | Aelfs (Elfen)                       | Exiles                                                                  | Ehemals die Dunkelelfen. |
| Order          | Aelfs (Elfen)                       | Wanderers                                                               | Ehemals die Waldelfen. |
| Order          | Aelfs (Elfen)                       | Idoneth Deepkin                                                         | Eine komplett neue Elfenfaktion, die im Frühjahr 2018 veröffentlicht wurde. Die Idoneth Deepkin sind Räuber aus den Tiefen des Meeres. |
| Chaos          | Menschen                            | Everchosen                                                              | Die Anhänger von Archaon, dem Auserwählten des Chaos. |
| Chaos          | Menschen                            | Slaves to Darkness                                                      | Früher die Warriors of Chaos Fraktion. |
| Chaos          | Menschen                            | Khorne Bloodbound                                                       | Menschen die ihr Leben dem Chaosgott Khorne widmen. |
| Chaos          | Menschen                            | Tzeentch Arcanites                                                      | Menschen die ihr Leben dem Chaosgott Tzeentch widmen. |
| Chaos          | Menschen                            | Nurgle Rotbringers                                                      | Menschen die ihr Leben dem Chaosgott Nurgle widmen. |
| Chaos          | Menschen                            | Hosts of Slaanesh                                                       | Menschen die ihr Leben dem Chaosgott Slaanesh widmen und Dämonen, erschaffen vom Chaosgott Slaanesh. |
| Chaos          | Dämonen                             | Hosts of Slaanesh                                                       | Menschen die ihr Leben dem Chaosgott Slaanesh widmen und Dämonen, erschaffen vom Chaosgott Slaanesh. |
| Chaos          | Daemons of Khorne                   | Dämonen, erschaffen vom Chaosgott Khorne.                               | |
| Chaos          | Daemons of Tzeentch                 | Dämonen, erschaffen vom Chaosgott Tzeentch.                             | |
| Chaos          | Daemons of Nurgle                   | Dämonen, erschaffen vom Chaosgott Nurgle.                               | |
| Chaos          | Daemons of Chaos                    | Ehemals die Chaosdämonen.                                               | |
| Chaos          | Beastmen                            | Beastmen                                                                | Halb Tier, halb Mensch, mutiert durch den Einfluss des Chaos. Optisch können Parallelen zu den mythologischen Zwitterwesen gezogen werden, wie den Satyren, Zentauren (Unterkörper Pferd, Oberkörper Mensch) oder Minotauren (Körper eines Menschen, Kopf eines Stiers). Es sind aber immer noch wilde Bestien die ihrer eigenen Version eines Chaosgottes huldigen. |
| Chaos          | Duardin (Zwerge)                    | Legion of Azgorh                                                        | Zwerge die vom Chaos korrumpiert wurden. |
| Chaos          | Monstrositäten                      | Monsters of Chaos                                                       | Enorme Bestien, erschaffen durch die Mächte des Chaos. |
| Chaos          | Riesen                              | Chaos Gargants                                                          | Riesen die dem Chaos dienen. |
| Chaos          | Drachenoger                         | Thunderscorn                                                            | Halb Drache, halb Oger. Mächtige Bestien im Dienste des Chaos. |
| Chaos          | Skaven                              | Skaven                                                                  | Jetzt offiziell Teil des Reiches des Chaos, als die Gehörnte Ratte zum Pantheon der Chaosgötter aufstieg. |
| Death          | Untote                              | Deathlords                                                              | Ehemals Teil der Vampirfürsten. Diese waren die führende Aristokratie der Vampirfürsten, bestehend aus Nagashs Kommandoeinheit, den Mortarchen, den Morghasts und den Vampirfürsten. |
| Death          | Untote                              | Soulblight                                                              | Ehemals Teil der Vampirfürsten. Dies sind die typischen Vampire. |
| Death          | Untote                              | Deadwalkers                                                             | Ehemals Teil der Vampirfürsten. Zombies. |
| Death          | Untote                              | Deathrattle                                                             | Ehemals Teil der Gruftkönige von Khemri. Skelettkrieger. |
| Death          | Untote                              | Flesh-Eater Courts                                                      | Ehemals Teil der Vampirfürsten. Sie bestehen aus Gruftghulen, Vampire, die in fleischfressende Monstrositäten übergegangen sind. |
| Death          | Untote                              | Nighthaunt                                                              | Ehemals Teil der Vampirfürsten. Sie bestehen aus Geistern und körperlosen Seelen. |
| Death          | Menschen                            | Deathmages                                                              | Ehemals Teil der Vampirfürsten. Menschliche Magier und Nekromanten, die die Toten zum Leben erwecken. |
| Destruction    | Orruks und Grots (Orks und Goblins) | Ironjawz                                                                | Früher die Schwarzorks, schwer gepanzerte Orruks. In verschiedenen Clans gruppiert. |
| Destruction    | Orruks und Grots (Orks und Goblins) | Greenskinz                                                              | Früher ein Teil von Orks und Goblins. Die typischen Orruks, die den Großteil der Orruk-Rasse ausmachen. |
| Destruction    | Orruks und Grots (Orks und Goblins) | Bonesplitterz                                                           | Früher die wilden Orks. Orruks, die primitiver sind und Knochenwaffen und Schamanismus benutzen. |
| Destruction    | Orruks und Grots (Orks und Goblins) | Grots                                                                   | Früher die Goblins. In verschiedenen Clans gruppiert. |
| Destruction    | Riesen                              | Aleguzzler Gargants                                                     | Riesen die nicht den Chaosgöttern dienen. |
| Destruction    | Oger                                | Beastclaw Raiders                                                       | Ogor, die auf massiven Thundertusks und Mournfangs reiten. |
| Destruction    | Oger                                | Firebellies                                                             | Ogor mit der Fähigkeit Feuer zu spucken. |
| Destruction    | Oger                                | Maneaters                                                               | Die typischen Ogor, die den Großteil der Ogor-Rasse ausmachen. |
| Destruction    | Oger                                | Gutbusters                                                              | Nomadische Ogor. |
| Destruction    | Trolle                              | Troggoths                                                               | Trolle die nicht den Chaosgöttern dienen. |